# Élections au Parlement de La Rioja de 2015
Les élections au Parlement de La Rioja de 2015 (en espagnol : Elecciones al Parlamento de La Rioja de 2015) se sont tenues le dimanche 24 mai 2015 afin d'élire les trente-trois députés de la neuvième législature du Parlement de La Rioja.
La victoire revient au Parti populaire de La Rioja (PPLR), qui n'obtient qu'une majorité relative mais parvient à se maintenir au pouvoir.

## Contexte
Depuis le milieu des années 1990, La Rioja est une communauté autonome acquise au Parti populaire (PP).
Lors des précédentes élections du 22 mai 2011, le PPLR remporte sa cinquième majorité absolue consécutive avec 53,4 %. Il établit également un record en franchissant le seuil des 85 000 suffrages favorables et en atteignant un total de 20 députés sur 33, soit les trois cinquièmes du Parlement. Cette percée se fait au détriment du Parti socialiste ouvrier espagnol de La Rioja (PSOE-LR), qui recueille 31,2 %. Bien placé en 2007, il échoue cette fois-ci en perdant un quart de ses voix, tombant pour la première fois sous les 55 000 suffrages et comptant à peine 11 députés, le pire score de son histoire. Quant au Parti riojain (PR), il sauve ses 2 parlementaires avec 5,6 % mais continue sa chute, s'arrêtant de peu au-dessus du plancher légal des 5 % des exprimés.
Les élections municipales qui se tiennent le même jour confirment l'ampleur de l'écart. Loin devant, les conservateurs engrangent 49,9 % des voix, alors que les socialistes calent à 33 %. Avec un total de 5,5 % des suffrages, les régionalistes assurent leur troisième place. À Logroño, où se concentre plus de 46 % de l'électorat, le PP prendre le pouvoir au PSOE avec 48,5 % des voix et 17 élus sur 27. Il conserve également le gouvernement des deux autres grandes villes de la communauté autonome.
À peine six mois plus tard, à l'occasion des élections législatives anticipées du 20 novembre 2011, les conservateurs remportent une éclatante victoire. Les 54,7 % qui se portent sur leur liste de candidats leur donnent 3 députés sur 4, rééditant le fait historique survenu en 2000. Avec 31,1 %, les socialistes obtiennent le dernier mandat parlementaire à pourvoir. Au mois de février 2012, après douze années à la tête du PSOE-LR, Francisco Martínez-Aldama renonce à sa succession. Le député au Congrès César Luena, âgé de 31 ans, est élu à sa suite, par 55 % des voix.
Le résultat des élections européennes du 25 mai 2014 va totalement modifier le paysage politique régional. Toujours premier, le PP tombe à 38,5 % des suffrages, une contre-performance inédite depuis le scrutin européen de 1989. Le PSOE lui s'effondre puisqu'il passe à 23,7 %, soit le plus mauvais résultat de son histoire régionale, pire encore que les municipales de 1979. Ce fort recul du bipartisme sert d'abord Union, progrès et démocratie (UPyD), un parti centriste social-libéral qui engrange 9 %. UPyD est suivi de la Gauche unie (IU), qui remporte 8,1 %, son score le plus haut depuis 1996. Enfin, pointe à la cinquième position le nouveau parti de gauche antilibéral Podemos, qui recueille 7,5 % des voix.

## Mode de scrutin
La Parlement de La Rioja se compose de 33 députés, élus pour un mandat de quatre ans au suffrage universel direct, suivant le scrutin proportionnel à la plus forte moyenne d'Hondt.
La Rioja constitue une circonscription unique. Seules les forces politiques – partis, coalitions, indépendants – ayant remporté au moins 5 % des suffrages exprimés au niveau du territoire régional participent à la répartition des sièges.

## Campagne

### Partis et chefs de file
| Force politique | Force politique                                                                             | Chef de file               | Idéologie                                         | Score en 2011              |
| --------------- | ------------------------------------------------------------------------------------------- | -------------------------- | ------------------------------------------------- | -------------------------- |
|                 | Parti populaire de La Rioja Partido Popular de La Rioja                                     | Pedro Sanz Président       | Centre droit Conservatisme, démocratie chrétienne | 54,4 % des voix 20 députés |
|                 | Parti socialiste ouvrier espagnol de La Rioja Partido Socialista Obrero Español de La Rioja | Concha Andreu              | Centre gauche Social-démocratie, progressisme     | 31,2 % des voix 11 députés |
|                 | Parti riojain Partido Riojano                                                               | Miguel González de Legarra | Centre Régionalisme                               | 5,6 % des voix 2 députés   |

## Résultats

### Voix et sièges
|                          |                                                         |         |       |               |        |               |  |  |  |  |  |  |  |  |
| Parti                    | Parti                                                   | Voix    | %     | +/-           | Sièges | +/-           |  |  |  |  |  |  |  |  |
|                          | Parti populaire (PP)                                    | 63 094  | 38,62 | 13,36         | 15     | 5             |  |  |  |  |  |  |  |  |
|                          | Parti socialiste ouvrier espagnol (PSOE)                | 43 689  | 26,74 | 3,59          | 10     | 1             |  |  |  |  |  |  |  |  |
|                          | Podemos                                                 | 18 319  | 11,21 | Nv.           | 4      | 4             |  |  |  |  |  |  |  |  |
|                          | Ciudadanos (Cs)                                         | 17 042  | 10,43 | Nv.           | 4      | 4             |  |  |  |  |  |  |  |  |
|                          | Parti riojain (PR+)                                     | 7 277   | 4,45  | 0,98          | 0      | 2             |  |  |  |  |  |  |  |  |
|                          | Changeons la Rioja-IU-Equo (CR-IU-Equo)                 | 6 797   | 4,16  | 0,46          | 0      | en stagnation |  |  |  |  |  |  |  |  |
|                          | Union, progrès et démocratie (UPyD)                     | 2 005   | 1,23  | 2,33          | 0      | en stagnation |  |  |  |  |  |  |  |  |
|                          | Parti animaliste contre la maltraitance animale (PACMA) | 1 205   | 0,74  | 0,40          | 0      | en stagnation |  |  |  |  |  |  |  |  |
|                          | Sièges en blanc (EB)                                    | 525     | 0,32  | Nv.           | 0      | en stagnation |  |  |  |  |  |  |  |  |
|                          | Parti communiste des peuples d'Espagne (PCPE)           | 481     | 0,29  | en stagnation | 0      | en stagnation |  |  |  |  |  |  |  |  |
|                          | Vote blanc                                              | 2 933   | 1,80  | 0,92          |        |               |  |  |  |  |  |  |  |  |
|                          |                                                         |         |       |               |        |               |  |  |  |  |  |  |  |  |
| Suffrages exprimés       | Suffrages exprimés                                      | 163 367 | 98,03 |               |        |               |  |  |  |  |  |  |  |  |
| Votes nuls               | Votes nuls                                              | 3 282   | 1,97  |               |        |               |  |  |  |  |  |  |  |  |
| Total                    | Total                                                   | 166 434 | 100   | -             | 33     | en stagnation |  |  |  |  |  |  |  |  |
| Abstention               | Abstention                                              | 81 014  | 32,71 |               |        |               |  |  |  |  |  |  |  |  |
| Inscrits / participation | Inscrits / participation                                | 247 663 | 67,29 |               |        |               |  |  |  |  |  |  |  |  |

### Analyse
Un an après les élections européennes, le paysage politique de La Rioja est totalement chamboulé. Avec 2 200 votants en moins, la participation recule de plus de deux points.
Si le Parti populaire de La Rioja reste en tête des formations politiques, il subit une hémorragie de 22 900 votants, inédite dans son histoire, et perd 5 mandats. Il faut ainsi remonter jusqu'à l'élection de 1987 pour le voir passer sous les 40 % des suffrages exprimés. C'est la première fois que le PPLR est en tête sans majorité absolue. Le Parti socialiste ouvrier espagnol de La Rioja n'est pas en reste, puisqu'il réalise sa pire performance à une élection régionale, cependant son reflux est plus modéré puisqu'il abandonne seulement 6 500 voix et 1 seul siège de député.
Après seize années, le tripartisme parlementaire de La Rioja se trouve rompu. Captant plus de 18 000 voix pour sa première participation, Podemos atteint directement la place de troisième parti de la communauté autonome et s'empare de 4 mandats. Il est suivi de près – 1 300 suffrages et 0,8 points d'écart – par Ciudadanos, qui devient le quatrième parti du Parlement. Ces poussées se font au détriment du Parti riojain, qui se rétracte de 1 700 voix et passe sous le plancher des 5 %. Ainsi, après trente-deux années de représentation parlementaire, les régionalistes sont exclus de l'assemblée.

### Conséquences
Le 16 juin, Pedro Sanz renonce à sa candidature à la présidence pour faciliter un accord avec Citoyens (C's). Le PPLR désigne comme nouveau candidat José Ignacio Ceniceros, ancien président du Parlement. Ayant négocié l'abstention de C's, il est investi président de La Rioja le 3 juillet, par 15 voix pour, 14 contre et 4 abstentions.